# Christoph Brandis
Christoph Brandis (* 1590 in Werl, Westfalen; † 10. März 1658 in Rüthen in Westfalen) war Bürgermeister von Rüthen und Geschichtsschreiber.

## Leben
Brandis war ein Werler Erbsälzer wie sein Vater, Caspar Brandis, der Sälzeroberst und Bürgermeister, Consul von Werl war. Wohl durch die familiären Verbindungen der Mutter, die aus der dortigen Burgmannenfamilie von Bruwerdinghausen stammte, kam er nach Rüthen. Er lebte dort im Stammhaus der mütterlichen Familie im Bereich der Oester-Bauerschaft der Stadt. Ihm zu Ehren wurde die Stelle im 19. Jahrhundert als Brandiseck bezeichnet. Er war zweimal verheiratet – in erster Ehe mit Barbara, der Witwe des ehemaligen, 1608 verstorbenen Rüthener Bürgermeisters Hellwig von Loen. In zweiter Ehe mit Maria Torwesten aus Geseke, aus der drei Töchter hervorgingen, Anna, Anna Maria und die später kinderlose Agnes Barbara.
Brandis erwarb sich rasch Ansehen in der Stadt. Er hat ihre Rechte gegenüber kurfürstlichen Eingriffsversuchen verteidigt. Er war 1652 und 1656 Bürgermeister der Stadt und vertrat sie auch als Deputierter auf dem Landtag des Herzogtums Westfalen.
In dem Prozess gegen den kurfürstlichen Richter Schellewald hat er als Beweismittel eine große Zahl Urkunden vorgelegt und ist dadurch wohl auf den Inhalt des städtischen Archivs aufmerksam geworden.
Er hat auf dieser Basis eine Geschichte der Stadt Rüthen verfasst. Diese enthält über die Geschichte der Stadt hinaus viele Informationen zur westfälischen Landesgeschichte im Allgemeinen. Diese Arbeit wurde von anderen frühneuzeitlichen Geschichtsschreibern wie Johann Dietrich von Steinen für ihre Arbeiten herangezogen. In einem ersten Teil schilderte er die allgemeine Geschichte der Stadt bis zum Ende des Dreißigjährigen Krieges. In einem zweiten Teil beschrieb Brandis die adeligen und patrizischen Geschlechter der Stadt. Ergänzt wurde die Arbeit später von einem Conrad Röingh durch einen dritten Teil. Dieser beschäftigt sich mit der Wirtschaft und dem Stadtrecht.
Brandis hat außerdem ein Tagebuch über den Dreißigjährigen Krieg verfasst. Überliefert ist, dass ein großer Stadtbrand in Rüthen vom 3. auf den 4. November 1739, der 119 Häuser zerstörte, auch das Tagebuch verloren gehen ließ, welches später ein Bürger beim Aufräumen im Schutt seines Kellers fand. Der damalige Bürgermeister von Rüthen, Dr. Wilthelm, kaufte es dem Bürger für 20 französische Gulden ab. Die beiden ersten Seiten waren in Teilen zerstört aber das Tagebuch blieb lesbar.
Im Gemälde, das im Rathaus von Rüthen hängt, steht in Versalien unter seinem Porträt:
„DOM: CHRISTOPHER BRANDIS, NATUS SALINARIUS WERLENSIS, CONSUL RÜTHENSIS & DUCATUS WESTFALIAE DEPUTATIS-ERAT FILIUS SALINARII C:BRANDIS CONSULIS WERL & ELEKE BRUWERDINGHAUSEN EX RÜTHEN-OBIT 10 MARTII 1658 IN ECCLESIAE ST: NICOLAI SEPULTUS EST - STRENUUS DEFENSOR LIBERTATUM & PRIVILEGIORUM CIVITATIS NOSTRAE. Übersetzung: DOM: Christopher Brandis, geborener Erbsälzer aus Werl, Konsul von Rüthen & Herzöglich Westfälischer Abgeordneter – war Sohn von Sälzer C. Brandis, Consul von Werl & Eleke Bruwerdinghausen aus Rüthen – Gestorben am 10. März 1658, beigesetzt in der Kirche St. Nicolai. Unermüdlicher Verteidiger der Freiheiten & Vorrechte unserer Stadt.“

## Werke
- Christoph Brandis: Geschichte der Stadt Rüden. [um 1650] abgedruckt in: Johann Suibert Seibertz: Quellen zur westfälischen Geschichte Bd. 1 Arnsberg, 1857 S. 221–318 Digitalisat